# Condado de Perth
O Condado de Perth é uma subdivisão administrativa da província canadense de Ontário. Sua capital é Stratford.